# Zone de terreur
Zone de terreur (Balance of Terror) est le quatorzième épisode de la première saison de la série télévisée Star Trek. Huitième épisode à avoir été produit, il fut diffusé pour la première fois le 15 décembre 1966 sur la chaîne NBC.
Dans une zone neutre séparant la Fédération terrienne de l'Empire romulien, un mystérieux vaisseau détruit successivement les avant-postes terriens de surveillance. Croisant dans l'espace non loin de là, l'Entreprise entre en scène : il s'agit de mettre hors d'état de nuire le mystérieux vaisseau agresseur sans créer les conditions d'une seconde guerre humano-romulienne. L'épisode évoque la Guerre froide et l’équilibre de la terreur.

## Distribution

### Acteurs principaux
- William Shatner : James T. Kirk (VF : Yvon Thiboutot)
- Leonard Nimoy : Spock (VF : Régis Dubost)
- DeForest Kelley : Leonard McCoy
- George Takei : Hikaru Sulu
- Nichelle Nichols : Nyota Uhura
- James Doohan : Montgomery Scott
- Grace Lee Whitney : Janice Rand

### Acteurs secondaires
- Mark Lenard : commandant romulien
- Lawrence Montaigne : Decius
- Paul Comi : lieutenant Stiles
- John Warburton : Centurion
- Stephen Mines : lieutenant Robert Tomlinson
- Barbara Baldavin : lieutenant Angela Martine
- Garry Walberg : Hansen
- John Arndt : Fields
- Robert Chadwick : opérateur de scanner romulien

## Synopsis
Une alerte rouge interrompt une cérémonie de mariage à bord de l'Enterprise. Spock livre à l’équipage un compte-rendu de la situation. Une zone neutre a été créée il y a plus de cent ans, à l’issue de la guerre romulo-terrienne. Lors de ce conflit, les protagonistes ne s'étaient pas vus et avaient combattu à distance. Le traité de paix avait été signé par communication sub-spatiale et avait établi cette zone neutre entre l’espace de la Fédération et l’empire stellaire romulien. Si l’une des deux parties franchissait la frontière, ce geste serait considéré comme un acte de guerre. En arrivant sur les lieux, l’Enterprise découvre que tous les avant-postes terriens ont été détruits. L’agresseur semble être un oiseau de proie romulien reconnaissable à l’aigle dessiné sur le flanc de sa coque. Le vaisseau muni d’un bouclier occulteur disparaît après la destruction du dernier avant-poste. La présence des Romuliens a réveillé de vieilles rancœurs larvées à bord de l’Enterprise.
Uhura parvient à intercepter une communication du vaisseau romulien ce qui permet d’avoir un visuel de leur passerelle. Pour la première fois dans l’histoire de Starfleet, des humains découvrent l’apparence d’un Romulien, qui ressemble étrangement à un Vulcain.
Pendant ce temps sur l’oiseau de proie, le commandant romulien apprend que son vaisseau est poursuivi par l’Enterprise et commence à douter de l’éthique de sa mission qui est de tester les défenses de la Fédération terrienne et de risquer ainsi une guerre stellaire. Les mêmes doutes habitent le capitaine Kirk qui finalement donne l'ordre d’attaquer le vaisseau romulien.
S’ensuit alors un « Jeu du chat et de la souris » dans l’espace où chaque capitaine essaie de déterminer la psychologie de l’autre et d’en tirer avantage pour la bataille. Le commandant romulien se montre coriace et intelligent ; il fait usage de torpilles à plasma.
Dans une ultime contre-attaque, le commandeur romulien fait exploser une bombe nucléaire, mais Kirk a anticipé le coup. Il décide d’amplifier les avaries apparentes de son vaisseau pour faire croire qu’il est à la merci de son adversaire. Le commandeur romulien mord à l’hameçon ; son vaisseau se désocculte prêt à achever l’Enterprise. Kirk ordonne alors la riposte par un tir précis. L’oiseau de proie romulien est désemparé, et lorsque Kirk demande sa reddition et propose de téléporter les survivants à bord de l'Entreprise, le commandeur romulien refuse poliment. La capitulation n'étant pas dans les traditions romuliennes, il ordonne l’autodestruction de son vaisseau.
L'épisode se termine par l’annonce faite à Kirk que lors des combats, le jeune homme qui devait épouser une technicienne au moment de l'attaque romulienne a péri durant les combats. Désemparé, Kirk tente vainement de réconforter la jeune veuve.

## Autour de l'épisode
- C'est le premier épisode introduisant l’Empire stellaire romulien dans la saga Star Trek.
- Dans l'ordre de diffusion c'est le dernier épisode faisant apparaître Janice Rand. Elle réapparaîtra dans Star Trek, le film.
- C'est le seul épisode où les tirs de phaseurs ressemblent à des tirs de torpilles. Ce n’est que dans l’épisode Arena que les torpilles à photons font leur apparition, le tir de phaseur deviendra alors un simple et long rayon laser. Cela sera changé dans la version remasterisée de l'épisode.

## Production

### Écriture
L'épisode, écrit par Paul Scheinder, fut livré dans sa première version le 3 juin 1966 et dans une version finalisée le 18 juillet 1966. Le scénariste avait été engagé depuis plusieurs mois dont aucune proposition n'avait abouti sur la production d'un épisode. Gene Roddenberry lui soumit l'idée de s'inspirer du film de 1957 Torpilles sous l'Atlantique (The Enemy Below) avec Robert Mitchum et Curd Jürgens. Dans cette transposition l’Enterprise joue le rôle de la de frégate américaine et l’oiseau de proie romulien est le sous-marin allemand. La similarité trop proche entre les deux scénarios furent soulignés par le scénariste Harlan Ellison ainsi que par le réalisateur de l'épisode Vincent McEveety qui avoua quelques années après que l'épisode est la même histoire que le film. L'épisode s'inspire aussi d'un autre film de sous-marin de 1955 Run Silent, Run Deep.
Afin de créer un adversaire de caractère pour Kirk, Scheinder s’est inspiré de la Rome antique pour élaborer les Romuliens, en hommage à son propre fils qui était très féru de l'Empire romain à l’époque. La coupe de cheveux de l'acteur Mark Lenard renvoi à celle de l'Empereur Néron, un vieux guerrier est appelé Centurion, le sous-commandant se nomme Decius, leur commandant est un Praetor et leur chaine de commandement ressemble à celui de l'Empire romain
Dans le but de restituer l’ambiance d’une bataille navale, l’armement du navire passe à l’action via une chaîne de commandement (Kirk donne l’ordre à Stiles qui informe la salle des phaseurs) chose qui changera par la suite. Bien que Gene Roddenberry croyait que les préjugés raciaux seraient obsolètes au XXIIIe siècle, il y a par l'intermédiaire du lieutenant Stiles une métaphore des préjugés raciaux et de la peur de l’autre.
Le titre original de l’épisode (Balance of Terror) est un terme issu de la guerre froide, faisant référence à la course à l’arme nucléaire entreprise par les États-Unis et l’Union des républiques socialistes soviétiques dans les années 1950/1960. La paix entre ces deux pays était si fragile que les deux gouvernements étaient terrifiés à l’idée de déclencher une guerre nucléaire globale qui dévasterait la planète. L’expression est apparue en 1955 dans le discours du diplomate canadien Lester B. Pearson, devenu plus tard le Premier ministre de ce pays, prononcé à l’occasion du dixième anniversaire des Nations unies : « la balance de la terreur a remplacé la balance du pouvoir ».

### Casting
- Mark Lenard qui tient le rôle du commandant romulien reviendra dans le rôle de Sarek, le père de Spock dans l'épisode Un tour à Babel.
- L'acteur Lawrence Montaigne qui joue le rôle d'un romulien reviendra lui aussi dans un rôle de Vulcain, celui de Stonn.

### Tournage
Le tournage eu lieu du 20 au 28 juillet 1966 au studio de la compagnie Desilu sur Gower Street à Hollywood sous la direction de Vincent McEveety
À l’origine le maquillage des romuliens devait être plus élaboré mais celui-ci fut soumis à une restriction budgetaires obligeant les acteurs à porter des casques pour masquer l'absence de prothèses d'oreilles.La chapelle où a lieu le mariage au début de l'épisode est une re-décoration de la salle de réunion.

### Post-production
Une partie de la scène avec le Commandant Hansen fut coupée au montage où celui-ci expliquait que le design de l’oiseau de proie romulien était peut-être issu d’un plan de vaisseau de Starfleet, ce qui augmentait les suspicions d'espionnage. On trouvait aussi un plan de Kirk saluant le commandant romulien avant la destruction de son vaisseau.

## Diffusions

### Diffusion aux États-Unis
L'épisode fut retransmis à la télévision pour la première fois le 15 décembre 1966 sur la chaîne NBC en tant que quatorzième épisode de la première saison.

### Diffusion au Royaume-Uni et au Québec
L'épisode fut diffusé au Royaume Uni le 25 octobre 1969 sur BBC One.
En version francophone, l'épisode fut diffusé au Québec en 1971. 

### Diffusion en France
En France, l'épisode est diffusé le 6 juillet 1986 lors de la rediffusion de l'intégrale de Star Trek sur La Cinq.

## Réception critique
Cet épisode est l'un des préférés de la série de l'acteur Mark Lenard qui estime que c'est l'un des meilleurs rôles qu'il ait eu à la télévision.
Dans un classement pour le site Hollywood.com, Christian Blauvelt place cet épisode à la 4e position sur les 79 épisodes de la série originelle, expliquant qu'aucune autre race hostile de la franchise n'a eu une entrée aussi puissante. Il explique que les Romuliens sont aux Vulcains ce que Khan est à l'humanité.
Pour le site The A.V. Club, Zack Handlen donne à l'épisode la note de A décrivant l'épisode comme l'un des meilleurs épisodes de la série originale, introduisant une nouvelle race d'alien et amenant une part très importante de la mythologie de Star Trek. Il aime aussi la façon dont Kirk réussi à manipuler son ennemi tout en ayant pour lui un profond respect.
Cet épisode est évoqué dans l'épisode Là où aucun fan n'est jamais allé de la série télévisée d'animation Futurama.

## Adaptations à l'écrit
L'épisode a été adapté à l'écrit sous forme d'une nouvelle de 22 pages par l'auteur James Blish dans le livre Star Trek un recueil compilant différentes histoires de la série et sortit en janvier 1967. 
En France, cette novélisation fut publiée en 1991 aux éditions Claude Lefrancq Éditeur sous le titre L'équilibre de la terreur dans le livre "Star Trek : La dernière créature" traduit par Paul Couturiau. Dans cette version Styles finit par mourir au lieu de Tomlinson, qui finit par se marier à la fin de la nouvelle. En outre, la discussion finale entre Kirk et le commandant romulien n'a pas lieu.
Sous forme de comic-books, l'épisode a connu une préquelle aux éditions IDW Publishing Star Trek Alien Spotlight: Romulans ainsi qu'une suite Star Trek Romulans: The Hollow Crown.

## Éditions commerciales
Aux États-Unis, l'épisode est disponible sous différents formats. En 1985, l'épisode est sorti en VHS et Betamax. L'épisode sortit en version remastérisée sous format DVD en 1999 et 2004. C'est le premier épisode de la série originale à connaitre une remastérisation sortie le 16 septembre 2006 : Les effets spéciaux ont été améliorés, notamment les plans des deux vaisseaux qui ont été entièrement remodélisés en image de synthèses. L'édition Blu-ray de la série fut diffusée en avril 2009.
En France, l'épisode fut disponible avec l'édition VHS de l'intégrale de la saison 1, sortie le 13 janvier 2000. L'édition DVD est sortie le 30 août 2004 et l'édition Blu-ray le 29 avril 2009.